# خوسيه غوادالوبي دياز
خوسيه غوادالوبي دياز (بالإسبانية: José Guadalupe Díaz)‏ هو لاعب كرة قدم مكسيكي، ولد في القرن 20 في ليون في المكسيك. لعب مع كلوب ليون.